# 1949年10月7日月食
1949年10月7日月食为一次在协调世界时1949年10月7日出現的月全食。該次月食半影食分為2.338、全影食分為1.228。偏食維持了112分，全食維持37分。

## 概述
這次月食的食分是0.84，偏食維持了112分，全食維持37分。

## 基本參數
- 類型：月全食
- 食甚資料：
  - 日期：1949年10月7日
  - 時間：2:56
  - 月球位置：赤經0.84度、赤緯5.1度
  - 食分：半影食分：2.338、全影食分：1.228
  - 持續時間：偏食112分、全食37分

## 外部連結
- NASA月食專頁（页面存档备份，存于）（英文）